# H.E.A.T
För andra betydelser, se Heat (olika betydelser).
H.E.A.T är ett svenskt rockband från Upplands Väsby som bildades 2007 när banden Dream och Trading Fate gick ihop.
De var tidigare kontrakterade av Peter Stormares skivbolag StormVox och släppte i april 2008 sitt debutalbum Heat. Första veckan gick albumet upp på plats 36 på Sverigetopplistan. I augusti 2007 var de förband till TOTO i Umeå. 2008 uppträdde de som förband till Sabaton och Alice Cooper. I november 2008 tilldelades bandet  priset "Årets nykomlingar" av Sveriges Radio P4 Dist. Detta pris röstades fram av lyssnarna.
I början av 2009 åkte H.E.A.T på en Europaturné tillsammans med Edguy vars sångare Tobias Sammet gästsjunger på ett av spåren på H.E.A.T:s andra album Freedom Rock.  H.E.A.T medverkade samma år i den svenska Melodifestivalen 2009 där de direktkvalificerade sig från deltävlingen i Skellefteå till finalen i Globen. Det blev en sjundeplats med gruppens stora hit "1000 Miles". Låten gick in på en femteplats på Svensktoppen, och lyckades behålla olika placeringar på Svensktoppen i 26 veckor i följd. 
Sommaren 2010 blev Erik Grönwall sångare i bandet. Under mars 2012 släppte H.E.A.T sitt tredje album Address The Nation, vars första singel var "Living on the Run". Efter intensivt turnerande med albumet Tearing Down the Walls (2014) fokuserade bandet på låtskrivande och studioinspelningar under ett par år. I september 2017 släpptes "Into the Great Unknown".
I oktober 2020 meddelade H.E.A.T. att Grönwall hade slutat som sångare i bandet och att de åter tagit in Kenny Leckremo som bandets frontman.

## Medlemmar

### Nuvarande medlemmar
- Kenny Leckremo – sång (2007–2010, 2020-idag)
- Jona Tee – keyboard (2007–idag)
- Jimmy Jay – basgitarr (2007–idag)
- Dave Dalone – gitarr (2007-2013, 2016-idag)
- Crash – trummor, slagverk (2007–idag)

### Tidigare medlemmar
- Eric Rivers – gitarr (2007–2016)
- Erik Grönwall – sång (2010–2020)

## Diskografi

### Studioalbum
- 2008 – H.E.A.T
- 2010 – Freedom Rock
- 2012 – Address The Nation
- 2014 – Tearing Down The Walls
- 2017 – Into The Great Unknown
- 2020 – H.E.A.T II
- 2022 – Force Majeure
- 2023 – Extra Force
- 2025 – Welcome To The Future

### Livealbum
- 2015 – Live in London

### EP
- 2010 – Beg, Beg, Beg
- 2014 – A Shot at Redemption

### Singlar
- 2009 – "1000 Miles"
- 2009 – "Keep On Dreaming"
- 2012 – "Living on the Run
- 2020 – "Rise"